# Араухо, Патрисио
Патрисио Габриэль Араухо Васкес (исп. Patricio Gabriel Araujo Vázquez; род. 30 января 1988[…], Колима) — мексиканский футболист, полузащитник. Играл в составе сборной Мексики.

## Клубная карьера
Араухо — воспитанник клуба «Гвадалахара». 30 октября 2005 года в матче против «Монаркас Морелия» он дебютировал в мексиканской Примере. В 2006 году Араухо помог клубу выиграть чемпионат. 14 октября 2007 года в поединке против «Некаксы» Патрисио забил свой первый гол за «Гвадалахару». В 2010 году помог команде выйти в финал Кубка Либертадорес 2010. Летом 2015 года Араухо на правах аренды перешёл в «Пуэблу». 27 июля в матче против столичной «Америки» он дебютировал за новую команду. 15 февраля 2016 года в поединке против «Пачуки» Патрисио забил свой первый гол за «Пуэблу».

## Международная карьера
В 2005 году в качестве капитана юношеской сборной Мексики Араухо стал чемпионом мира среди юношеских команд в Перу. В 2007 году в составе молодёжной сборной Патрисио выступал на молодёжном чемпионате Северной Америки в Канаде.
22 августа 2008 года в товарищеском матче против сборной Колумбии он дебютировал за сборную Мексики.

## Достижения
«Гвадалахара»
- Чемпион Мексики: Апертура 2006
- Финалист Кубка Либертадорес: 2010

Мексика (до 17)
- Чемпион мира по футболу среди юношеских команд: 2005